# テンペル第1彗星
テンペル第1彗星(英語: 9P/Tempel 1, Tempel 1)は、1867年4月3日にドイツのエルンスト・テンペルにより発見された周期彗星である。2005年には探査機ディープ・インパクトの探査対象となり、意図的に衝突体を衝突させて彗星の衝突の映像が撮影された。また、2011年2月15日には探査機スターダストが訪れた。2016年8月には近日点を通過した。

## 観測史
テンペル第1彗星は1867年4月3日にエルンスト・テンペルによって発見された。発見当時の公転周期は5.68年であり、その後1873年、1879年と観測されていった。
テンペル第1彗星は木星に接近して摂動の影響を受けやすい軌道にあるため公転周期は変動する。1881年には木星に接近したため軌道に変化が起こり、公転周期は6.5年になったうえ、近日点距離も長くなってしまったため1898年と1905年にテンペル第1彗星の写真を撮影する計画があったが失敗に終わった。

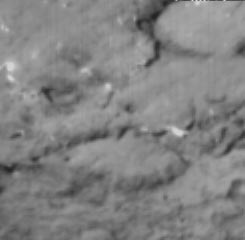
テンペル第1彗星。ディープ・インパクトが撮影。

テンペル第1彗星は観測されずに13回太陽の周囲を公転し、1967年になってやっと再発見された。まず、ブライアン・マースデンが木星の摂動も考慮したうえでの軌道を正確に計算した。彼は1941年と1953年にテンペル第1彗星が木星に接近したことにより近日点距離は縮まり、公転周期は発見当初よりも短いことに気付いた。これらの接近でテンペル彗星と木星は1:2で軌道共鳴するようになった。1967年の回帰は観測には不向きな状況だったがエリザベス・レーマーは写真の撮影に成功した。最初は写真からテンペル第1彗星を見つけることができなかったが、1868年後半に再度確認したところ、1967年6月8日の写真に18等級で映っていることが分かった。ただし、このときの回帰では1回しか撮影できなかったため軌道の計算はできず、次の回帰を待つほかなかった。
1972年の回帰になると1月11日にはレーマーとL. M. Vaughnはスチュワード天文台でテンペル第1彗星の観測に成功した。見かけの等級は5月後半には11等級にまでなり、7月10日まで観測が続けられた。この回帰以来、周期5.5年で回帰のたびに観測されている。

## 特徴
テンペル第1彗星の彗星核の大きさは7.6km × 4.9kmと測定されている。ハッブル宇宙望遠鏡(可視光)およびスピッツァー宇宙望遠鏡(赤外線)での観測により、アルベドは4%、そして自転周期は2日であることが分かった。
彗星は一般的に摂動やガス放出の影響を受けるので軌道は不安定である。テンペル第1彗星は1941年10月12日に木星に0.41 auまで接近した。2024年5月26日には0.55 auまで接近すると予測されている。
前回までの近日点通過は以下の通りである。
- 1867年5月24日 (157年前)
- 1873年5月10日
- 1879年5月7日
- 1885年9月24日 (観測されず)
- 1892年3月29日 (観測されず)
- 1898年10月3日 (観測されず)
- 1905年4月21日 (観測されず)
- 1911年11月4日 (観測されず)
- 1918年5月21日 (観測されず)
- 1924年12月9日 (観測されず)
- 1931年6月17日 (観測されず)
- 1937年12月22日 (観測されず)
- 1944年5月5日 (観測されず)
- 1950年3月9日 (観測されず)
- 1955年12月13日 (観測されず)
- 1961年7月14日 (観測されず)
- 1967年1月12日
- 1972年7月15日
- 1978年1月11日
- 1983年7月9日
- 1989年1月4日
- 1994年7月3日
- 2000年1月2日
- 2005年7月5日
- 2011年1月12日
- 2016年8月2日

次回以降の近日点通過は以下の通りである。
- 2022年3月4日
- 2028年2月12日
- 2034年2月16日
- 2040年5月9日
- 2046年8月28日
- 2052年12月22日
- 2059年5月1日
- 2065年9月6日
- 2072年1月19日
- 2078年6月2日
- 2084年10月14日
- 2091年2月28日
- 2097年7月6日
- 2103年1月14日

## 探査計画

2005年1月12日から2013年8月8日までのディープ・インパクトの軌道のアニメーション。
ディープ・インパクト
テンペル第1彗星
地球
ハートレー第2彗星

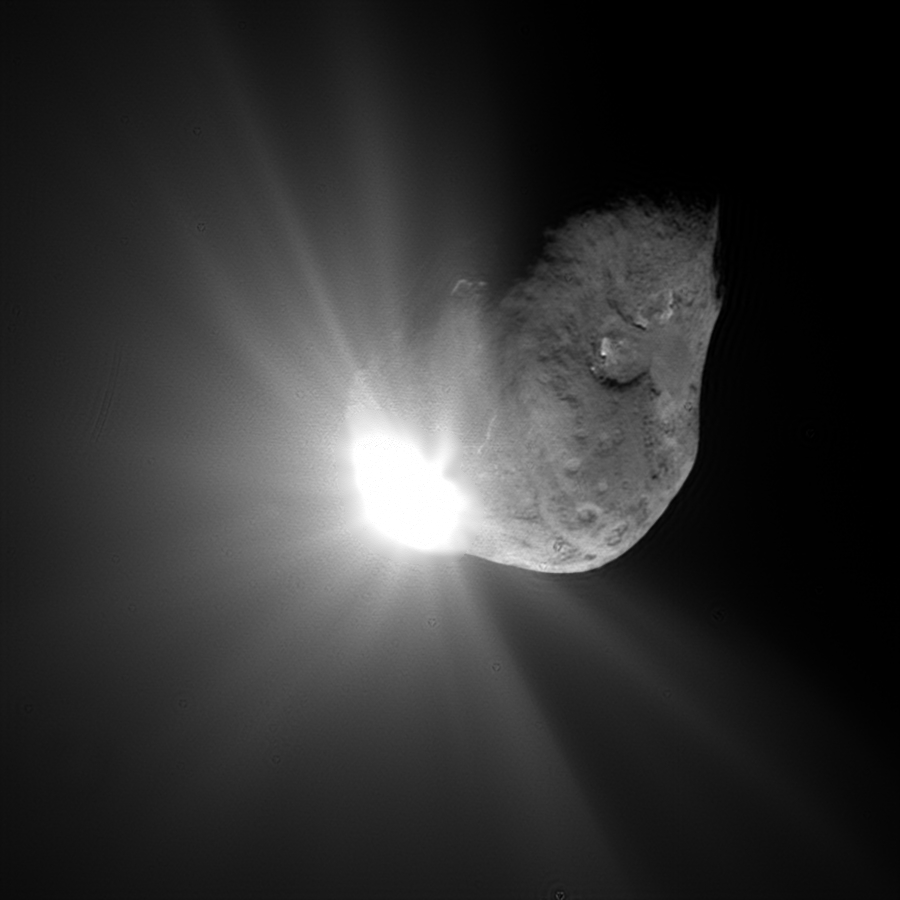
テンペル第1彗星とディープ・インパクトの衝突体の衝突時の画像。

近日点の1日前となる2005年7月4日05:52(協定世界時)にNASAは探査機ディープ・インパクトの衝突体を意図的にテンペル第1彗星に衝突させた。この衝突の際、同探査機により撮影され、衝突した場所からの明るい光が観測された。また、このとき地上の望遠鏡や宇宙望遠鏡からも光が観測された。
衝突によって発生したダストのせいでディープ・インパクト自身はテンペル第1彗星にできたクレーターを撮影することはできなかったが、その直径は100 - 250mと予測された。スピッツァー宇宙望遠鏡の分光器により細かいダストが検出され、ケイ酸塩、硫化鉱物、無定形炭素、多環芳香族炭化水素などの存在が発見された。水の氷は衝突場所から検出された。この水の氷は核の周囲にあり、地表の1m下にある液化した層から衝突により出てきたものである。これらディープ・インパクトの探査により観測されたのは水蒸気4500トンに対し、塵が圧倒的に多かった。そのため、フレッド・ホイップルが提唱した従来の彗星モデルの｢汚れた雪玉モデル｣よりも｢凍った泥団子モデル｣の方が的を得ている可能性がある。

### 次のミッション

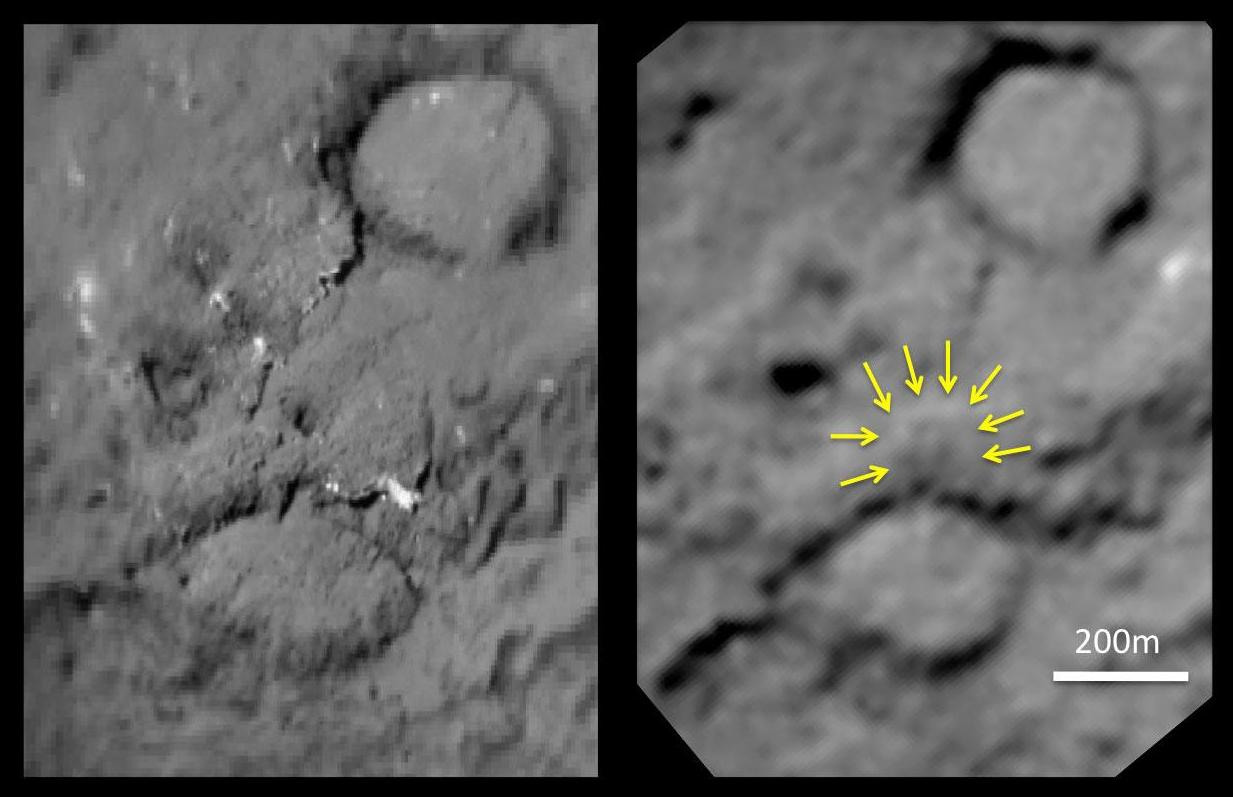
ディープ・インパクトとスターダストによる画像の比較。右の写真ではディープ・インパクトにより作られたクレーターが見える。

スターダストの1999年2月7日から2011年4月7日までの軌道。
スターダスト·
ヴィルト第2彗星·
地球·
小惑星アンネフランク·
テンペル第1彗星

ディープ・インパクトのフライバイの間にはクレーターが撮影されなかったこともあり、2007年7月3日にNASAはテンペル第1彗星の次の探査ミッションを承認した。このミッションは低コストで、2004年にヴィルト第2彗星を探査するために使用されていた探査機スターダストが使われた。スターダストはテンペル第1彗星に接近するために別の軌道に変更され、2011年2月15日04:39(協定世界時)には181 kmまで接近した。このように同じ彗星に探査機が2度訪れるのはこれが初めてであった。
NASAの科学者らによりスターダストの画像中のクレーターが特定された。直径は150mと推定され、その中心には衝突で弾け出た物質が落ちて形成されたと考えられる丘も確認できた。NASAによると衝突体がクレーターを作るときに生じた運動エネルギーはTNT換算にして4.8トンにあたる19GJであった。この運動エネルギーは衝突体の質量370kgと衝突時の速度約10.2km/sから算出された。また、NASAはクレーターの大きさは幅100m、深さ28m程度であろうと予測していた。

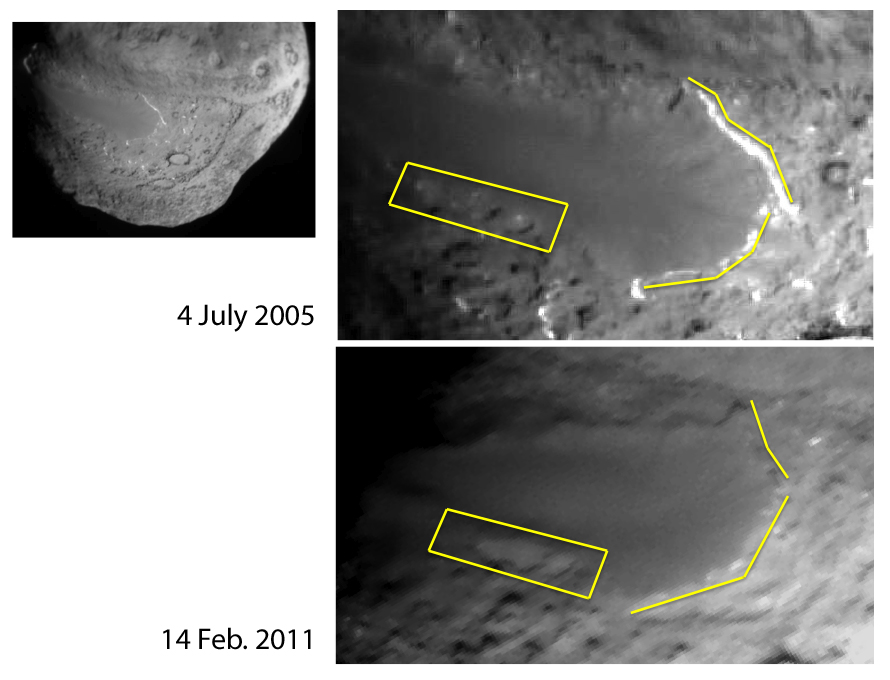

スターダストではテンペル第1彗星が全体的に撮影され、立体情報を多く得られた。右のディープ・インパクト(上)とスターダスト(下)による写真を比較すると枠内の部分にある揮発性物質が気化することによって窪地が複数あった場所は合体するように大きな窪地になっている。これが起きた期間はテンペル第1彗星が1回太陽の周囲を公転した間だけである。また、枠内付近の滑らかに見える部分は右側の部分よりも高く、崖のようになっているのだが、この崖も同様にこの期間だけで変化している。

## ギャラリー
- テンペル第1彗星の全体画像。スターダストが撮影した。
- チャンドラX線観測衛星によりX線で撮影されたテンペル第1彗星。
- テンペル第1彗星にディープ・インパクトの衝突体が衝突するときの想像図
- ディープ・インパクトの衝突体の衝突後少し経った後のテンペル第1彗星。